# Juan Jackson
Juan Jackson, también conocido como Estación Juan Jackson, es una localidad uruguaya ubicada en el departamento de Soriano, en el límite con el departamento de Colonia.

## Ubicación
La localidad se encuentra situada en la zona sureste del departamento de Soriano, sobre la cuchilla Grande Inferior, próximo a las nacientes del río Rosario, junto al límite con el departamento de Colonia, y al norte de la ruta 12. Pertenece al Municipio de Cardona.

## Población
Según el censo del año 2020 la localidad contaba con una población de 150 habitantes.
| 68            |
| (Fuente: INE) |